# Cuphea blackii
Cuphea blackii är en fackelblomsväxtart som beskrevs av Alicia Lourteig. Cuphea blackii ingår i släktet blossblommor, och familjen fackelblomsväxter. Inga underarter finns listade i Catalogue of Life.